# Matwiej Safonow
Matwiej Jewgienjewicz Safonow (ros. Матвей Евгеньевич Сафонов, ur. 25 lutego 1999 w Stawropolu) – rosyjski piłkarz występujący na pozycji bramkarza we francuskim klubie Paris Saint-Germain.

## Życiorys
Kariera klubowa
Jest wychowankiem rosyjskiego FK Krasnodar, którego barwy reprezentował na wszystkich szczeblach juniorskich. 
W pierwszym zespole zadebiutował 13 sierpnia 2017 roku, w spotkaniu przeciwko Amkarowi Perm (1-1).
Kariera reprezentacyjna
W październiku 2020 otrzymał powołanie do seniorskiej reprezentacji Rosji na spotkania z Turcją i Węgrami w ramach Ligi Narodów.. Swój pierwszy mecz rozegrał 1 czerwca 2021 roku w spotkaniu przeciwko Polsce (1:1).
Uczestnik Euro 2020 na którym drużyna Rosji została wyeliminowana w fazie grupowej. Na turnieju rozegrał dwa spotkania - przeciwko Finlandii (1:0) i Danii (1:4).